# Ayr (Queensland)
Pour les articles homonymes, voir AYR.
Ayr (8 093 habitants) est une ville située près du delta de la Burdekin River, dans l'État du Queensland en Australie à 1 273 km au nord-ouest de Brisbane et à 88 km de Townsville, sur la Bruce Highway.
La ville est entourée de plantations de canne à sucre et de manguiers.
Les journals de la Burdekin sont The Burdekin Advocate en Anglais, Le Burdekin Tribune en Français et The Burdekin Herald en Anglais.

## Référence
- Statistiques sur Ayr